# Vilans BoIF
Vilans BoIF var en svensk idrottsförening i stadsdelen Vilan i Kristianstad i Skåne.
Föreningen grundades den 27 juni 1932 och var en efterträdare till den tidigare föreningen Vilans IF, som hade grundats 1924 och avvecklats 1931.
Vilan bedrev framför allt verksamhet inom fotboll, men hade periodvis även sektioner för bandy, bordtennis, handboll och varpa.
Föreningens slogan var "Stressa inte – unna dig Vilan".
Vilan upplöstes 1990 genom en sammanslagning med IFK Kristianstads fotbollssektion. Den nya föreningen fick namnet Kristianstads FF.

## Fotboll

### Herrar

#### Historia
Vilans BoIF grundades den 27 juni 1932 av några lokala idrottsintresserade unga män i samarbete med Vilans frivilliga brandkår, vars brandchef Gottfrid Rosander blev föreningens första ordförande. Till sekreterare valdes Gösta Palmblad, som även hade varit sekreterare i den tidigare föreningen Vilans IF. Palmblad var senare ordförande i Vilans BoIF från 1946 till 1977, vilket gett honom epitetet "Mr Vilan".
Vilan inledde i en reservlagsserie innan man började spela i den lägsta lokala divisionen för A-lag, som på den tiden var Skåneserien Division III Nordöstra (nivå 6 i Sveriges seriesystem i fotboll). Säsongen 1936/37 tog man hem föreningens första serieseger och gick upp till Skåneserien Division II Nordöstra (nivå 5). Framgången kom trots avsaknad av anställd tränare. En sådan skulle ha kostat 50 kronor, vilket styrelsen ansåg vara för dyrt. 1937 kostade en entrébiljett till Vilans hemmamatcher en krona och 25 öre; arbetslösa gick dock in gratis. Under 1930-talet hade föreningen som minst 46 betalande medlemmar (1933) och som mest 76 (1934).
Under hela 1940-talet spelade Vilan i Skåneserien Division II Nordöstra, även efter seriesegern säsongen 1941/42. Ett viktigt datum i föreningens historia inträffade den 28 augusti 1948, då den nya hemmaarenan Vilans IP invigdes med en match mot IFK Malmö, som ofint nog vann med 6–0. Föreningen hade vid grundandet 1932 övertagit Vilans IF:s idrottsplats inte långt därifrån, men hade under de tre år som föregick invigningen av Vilans IP spelat på Björkvallen på andra sidan av Kristianstad.
I mars 1950 spelade Vilan en träningsmatch mot allsvenska IFK Göteborg och förlorade med hela 1–13. Gunnar "Säffle" Andersson gjorde nio mål för "Änglarna". Vilan repade sig och kom tvåa i serien säsongen 1949/50. Man fick därför chansen att kvala sig upp till Skåneserien Division I Norra, men det blev förlust mot Ängelholms IF. Redan nästa säsong hamnade Vilan näst sist i serien och åkte ned till Skåneserien Division III. Under den andra säsongen där kom Vilan näst sist, men fick trots det en plats i Skåneserien Division II nästföljande säsong tack vare en serieomläggning.
Inför säsongen 1955/56 gjordes seriesystemet om igen och Vilan hamnade i Division V Skåne Nordöstra, Södra serien (nivå 5), som man genast vann och avancerade till Division IV Skåne Nordöstra (nivå 4). Vid den här tiden genomgick föreningen en förändring och växte organisatoriskt, ekonomiskt och idrottsligt. Man fostrade flera kullar med framgångsrika juniorer, som så småningom tog plats i seniorlaget. En av dessa var Lennart Grahn, som så småningom kom upp i 369 A-lagsmatcher för Vilan, vilket var ett nytt rekord. Inte mycket sämre var Christer Rosberg med sina 356 matcher i Vilan-tröjan, under vilka han gjorde hela 319 mål, vilket är överlägset flest i föreningens historia. Rosberg gjorde för övrigt några matcher i Allsvenskan för Malmö FF i början av 1960-talet.
Vilan gjorde en medioker insats säsongen 1957/58 och fick respass till Division V igen. Det tog två år att samla krafterna för att efter serieseger säsongen 1960 återvända till Division IV. 1961 hade föreningen 272 medlemmar. Ett år senare nådde Vilan sin dittills största framgång när man vann Division IV Skåne Nordöstra och gick upp till Division III Sydöstra Götaland (nivå 3). Christer Rosberg gjorde under säsongen 65 mål på 36 matcher (1,81 mål per match i snitt). Vilan lyckades dock inte hänga kvar, utan åkte tillbaka ned till Division IV direkt. Nästa serieseger kom tre år senare, 1966. Under den säsongen debuterade Leif "Tejpis" Olsson, som 1980 slog Grahns rekord i antal matcher och nådde 371, två fler än Grahn.
Det var i stort sett först på 1960-talet som det började att komma spelare till Vilan från de övriga föreningarna i Kristianstad med omnejd.

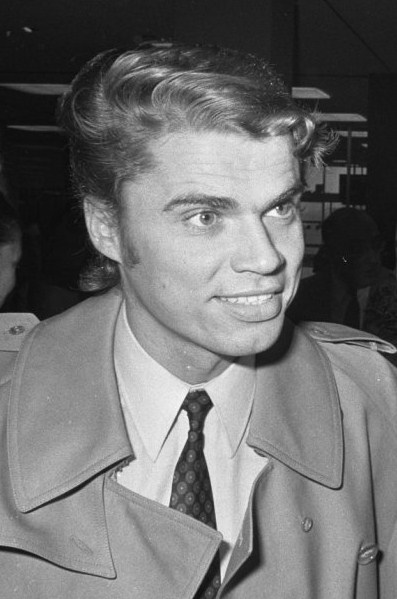
Roger Magnusson spelade för Vilan 1977–1979.

Från och med 1967 till och med 1973 spelade Vilan sju säsonger i rad i Division III. 1969 var ett märkesår på det sättet att Vilan för första gången placerade sig före stadens historiskt sett stora förening IFK Kristianstad i seriesystemet (Vilan kom fyra och IFK åtta i samma serie). Man kunde dock inte titulera sig "bäst i stan" eftersom man hamnade just bakom Kristianstads BI (KBI). Även 1970 hamnade de tre föreningarna i samma ordning, med Vilan på tredje plats i serien. Detta var Vilans högsta placering i seriesystemet dittills. I början av 1970-talet hade föreningen breddat och höjt kvaliteten på sin fotbollsverksamhet högst väsentligt och var en fullvärdig konkurrent till de bättre föreningarna i norra Skåne. Medlemsantalet uppgick 1973 till lite över 400, vilket var rekord, men till 1979 hade det ökat till 1 298. På 1970- och 1980-talen började Vilan att värva en hel del spelare från klubbar utanför Kristianstadsområdet. Under samma tid växte ungdomsverksamheten i föreningen, som fick en egen sektion 1973, kraftigt och blev en injektion för och ryggraden i föreningen.
Efter 1973 års säsong åkte Vilan ned till Division IV. Tre år senare vann Vilan Division IV Skåne Nordöstra och gick åter upp till Division III, där man sedan spelade nio raka säsonger 1977–1985. Under de tre första av dessa säsonger spelade den gamla landslags- och Marseille-spelaren Roger Magnusson för Vilan. 1978 blev Vilan tvåa i serien, vilket var så högt i seriesystemet som föreningen nådde under hela sin existens. Lagets tränare 1979–1980 var Peter Antoine. 1982 kom Vilan tvåa igen och det var första gången som föreningen med rätta kunde kalla sig "bäst i stan" eftersom alla andra fotbollsföreningar i Kristianstad, inklusive IFK Kristianstad (som blev tia i samma serie), var sämre placerade. Året efter kom Vilan trea, men klarade sig kvar i Division III med ett nödrop 1984. Året efter det blev det dock degradering för Vilan ned till Division IV. Under 1982–1985 hade Vilan en duktig ungdomsspelare i Per Harrysson, som senare spelade i Allsvenskan för Malmö FF, AIK och Landskrona BoIS och var skyttekung för Mjällby i Division 1 Södra 1989.
Vilan vann Division IV Skåne Nordöstra direkt 1986 under ledning av den halvtidsanställda tränaren Bosse Nilsson, som tidigare hade varit assisterande herrlandslagstränare, och gick upp till Division 3. På grund av en serieomläggning blev man dock kvar på nivå 4. Under de tre nästföljande säsongerna spelade Vilan i Division 3. Inför 1989, som skulle visa sig bli Vilans sista säsong, värvades bland andra den före detta landslagsspelaren Mats Nordgren. Under sommaruppehållet den säsongen spelade Vilan en träningsmatch mot engelska Bradford City, som spelade i näst högsta divisionen. Gästerna vann med 9–1 inför 1 250 personer på Kristianstads IP. Vilans sista säsong slutade i moll då man kom på nedflyttningsplats i Division 3.
Inför 1990 års säsong slogs Vilan ihop med IFK Kristianstads fotbollssektion och bildade den nya föreningen Kristianstads FF i syfte att skapa en stark fotbollsförening i Kristianstad.

#### Säsonger
| Säsong  | Nivå | Division                 | Avdelning              | Placering    | Förändring        | Källa  |
| ------- | ---- | ------------------------ | ---------------------- | ------------ | ----------------- | ------ |
| 1932/33 | –    | Reservlagsserie          | ?                      | ?            |                   | [ 1 ]  |
| 1933/34 | 6    | Skåneserien Division III | Nordöstra              | 5:a (av 8)   |                   | [ 11 ] |
| 1934/35 | 6    | Skåneserien Division III | Nordöstra              | 3:a (av 11)  |                   | [ 12 ] |
| 1935/36 | 6    | Skåneserien Division III | Nordöstra              | 5:a (av 7)   |                   | [ 13 ] |
| 1936/37 | 6    | Skåneserien Division III | Nordöstra, Södra       | 1:a (av 8)   | Uppflyttning      | [ 14 ] |
| 1937/38 | 5    | Skåneserien Division II  | Nordöstra              | 5:a (av 12)  |                   | [ 15 ] |
| 1938/39 | 5    | Skåneserien Division II  | Nordöstra, Södra       | 6:a (av 7)   |                   | [ 16 ] |
| 1939/40 | 5    | Skåneserien Division II  | Nordöstra, Södra       | 8:a (av 8)   |                   | [ 17 ] |
| 1940/41 | 5    | Skåneserien Division II  | Nordöstra, Södra       | 3:a (av 11)  |                   | [ 18 ] |
| 1941/42 | 5    | Skåneserien Division II  | Nordöstra, Södra       | 1:a (av 10)  |                   | [ 19 ] |
| 1942/43 | 5    | Skåneserien Division II  | Nordöstra, Södra       | 2:a (av 8)   |                   | [ 20 ] |
| 1943/44 | 5    | Skåneserien Division II  | Nordöstra              | 5:a (av 10)  |                   | [ 21 ] |
| 1944/45 | 5    | Skåneserien Division II  | Nordöstra              | 8:a (av 10)  |                   | [ 22 ] |
| 1945/46 | 5    | Skåneserien Division II  | Nordöstra              | 5:a (av 10)  |                   | [ 23 ] |
| 1946/47 | 5    | Skåneserien Division II  | Nordöstra              | 3:a (av 10)  |                   | [ 24 ] |
| 1947/48 | 6    | Skåneserien Division II  | Nordöstra              | 7:a (av 10)  |                   | [ 25 ] |
| 1948/49 | 6    | Skåneserien Division II  | Nordöstra              | 4:a (av 10)  |                   | [ 26 ] |
| 1949/50 | 6    | Skåneserien Division II  | Nordöstra              | 2:a (av 10)  | Uppflyttningskval | [ 27 ] |
| 1950/51 | 6    | Skåneserien Division II  | Nordöstra              | 9:a (av 10)  | Nedflyttning      | [ 28 ] |
| 1951/52 | 7    | Skåneserien Division III | Nordöstra, Södra       | 3:a (av 10)  |                   | [ 29 ] |
| 1952/53 | 7    | Skåneserien Division III | Nordöstra, Södra       | 9:a (av 10)  |                   | [ 30 ] |
| 1953/54 | 6    | Skåneserien Division II  | Nordöstra, Södra       | 8:a (av 10)  |                   | [ 31 ] |
| 1954/55 | 6    | Skåneserien Division II  | Nordöstra, Södra       | 3:a (av 10)  |                   | [ 32 ] |
| 1955/56 | 5    | Division V               | Skåne Nordöstra, Södra | 1:a (av 10)  | Uppflyttning      | [ 33 ] |
| 1956/57 | 4    | Division IV              | Skåne Nordöstra        | 3:a (av 10)  |                   | [ 34 ] |
| 1957/58 | 4    | Division IV              | Skåne Nordöstra        | 9:a (av 10)  | Nedflyttning      | [ 35 ] |
| 1959    | 5    | Division V               | Skåne Nordöstra, Södra | 4:a (av 10)  |                   | [ 36 ] |
| 1960    | 5    | Division V               | Skåne Nordöstra, Södra | 1:a (av 10)  | Uppflyttning      | [ 37 ] |
| 1961    | 4    | Division IV              | Skåne Nordöstra        | 5:a (av 11)  |                   | [ 38 ] |
| 1962    | 4    | Division IV              | Skåne Nordöstra        | 1:a (av 10)  | Uppflyttning      | [ 39 ] |
| 1963    | 3    | Division III             | Sydöstra Götaland      | 10:a (av 12) | Nedflyttning      | [ 40 ] |
| 1964    | 4    | Division IV              | Skåne Nordöstra        | 2:a (av 10)  |                   | [ 41 ] |
| 1965    | 4    | Division IV              | Skåne Nordöstra        | 6:a (av 12)  |                   | [ 42 ] |
| 1966    | 4    | Division IV              | Skåne Nordöstra        | 1:a (av 12)  | Uppflyttning      | [ 43 ] |
| 1967    | 3    | Division III             | Sydöstra Götaland      | 7:a (av 11)  |                   | [ 44 ] |
| 1968    | 3    | Division III             | Sydöstra Götaland      | 7:a (av 12)  |                   | [ 45 ] |
| 1969    | 3    | Division III             | Sydöstra Götaland      | 4:a (av 12)  |                   | [ 7 ]  |
| 1970    | 3    | Division III             | Mellersta Götaland     | 3:a (av 12)  |                   | [ 8 ]  |
| 1971    | 3    | Division III             | Sydöstra Götaland      | 9:a (av 12)  |                   | [ 46 ] |
| 1972    | 3    | Division III             | Sydöstra Götaland      | 7:a (av 12)  |                   | [ 47 ] |
| 1973    | 3    | Division III             | Sydöstra Götaland      | 11:a (av 12) | Nedflyttning      | [ 48 ] |
| 1974    | 4    | Division IV              | Skåne Nordöstra        | 7:a (av 12)  |                   | [ 49 ] |
| 1975    | 4    | Division IV              | Skåne Nordöstra        | 4:a (av 12)  |                   | [ 50 ] |
| 1976    | 4    | Division IV              | Skåne Nordöstra        | 1:a (av 12)  | Uppflyttning      | [ 51 ] |
| 1977    | 3    | Division III             | Södra Götaland         | 6:a (av 12)  |                   | [ 52 ] |
| 1978    | 3    | Division III             | Skåne                  | 2:a (av 12)  |                   | [ 53 ] |
| 1979    | 3    | Division III             | Sydvästra Götaland     | 6:a (av 12)  |                   | [ 54 ] |
| 1980    | 3    | Division III             | Skåne                  | 8:a (av 12)  |                   | [ 55 ] |
| 1981    | 3    | Division III             | Skåne                  | 8:a (av 12)  |                   | [ 56 ] |
| 1982    | 3    | Division III             | Skåne                  | 2:a (av 12)  |                   | [ 9 ]  |
| 1983    | 3    | Division III             | Sydöstra Götaland      | 3:a (av 12)  |                   | [ 57 ] |
| 1984    | 3    | Division III             | Sydöstra Götaland      | 8:a (av 12)  |                   | [ 58 ] |
| 1985    | 3    | Division III             | Skåne                  | 12:a (av 12) | Nedflyttning      | [ 59 ] |
| 1986    | 4    | Division IV              | Skåne Nordöstra        | 1:a (av 12)  |                   | [ 60 ] |
| 1987    | 4    | Division 3               | Sydöstra Götaland      | 6:a (av 12)  |                   | [ 61 ] |
| 1988    | 4    | Division 3               | Södra Götaland         | 5:a (av 12)  |                   | [ 62 ] |
| 1989    | 4    | Division 3               | Södra Götaland         | 11:a (av 12) | Nedflyttning      | [ 63 ] |

### Damer

#### Historia
Vilans damlag började spela i Division V (nivå 5 i Sveriges seriesystem i fotboll) säsongen 1982. Laget vann serien direkt och gick upp till Division IV (nivå 4). Där spelade man sedan i tre säsonger innan man till säsongen 1986 flyttades upp till Division III (nivå 3) efter en andraplats i serien och seger i kvalet. Damlagets bästa placering i seriesystemet kom 1987, då man blev trea. Året efter det bildades Damallsvenskan som den nya högsta nivån i svensk damfotboll, vilket medförde att Vilan, som var kvar i samma division, åkte ned till nivå 4 i seriesystemet.
Där var Vilan kvar även 1989, varefter damsektionen slogs samman med IFK Kristianstads damsektion och bildade damsektionen i den nya föreningen Kristianstads FF.

#### Säsonger
| Säsong | Nivå | Division     | Avdelning              | Placering    | Förändring        | Källa  |
| ------ | ---- | ------------ | ---------------------- | ------------ | ----------------- | ------ |
| 1982   | 5    | Division V   | Skåne Nordöstra, Östra | 1:a (av 9)   | Uppflyttning      | [ 65 ] |
| 1983   | 4    | Division IV  | Skåne Nordöstra        | 3:a (av 9)   |                   | [ 66 ] |
| 1984   | 4    | Division IV  | Skåne Nordöstra        | 5:a (av 10)  |                   | [ 67 ] |
| 1985   | 4    | Division IV  | Skåne Nordöstra        | 2:a (av 9)   | Uppflyttningskval | [ 68 ] |
| 1986   | 3    | Division III | Skåne Norra            | 10:a (av 12) |                   | [ 69 ] |
| 1987   | 3    | Division 3   | Skåne Norra            | 3:a (av 11)  |                   | [ 70 ] |
| 1988   | 4    | Division 3   | Skåne Norra            | 5:a (av 12)  |                   | [ 71 ] |
| 1989   | 4    | Division 3   | Skåne Norra            | 3:a (av 13)  |                   | [ 72 ] |

## Bordtennis
Vilans bordtennissektion arrangerade 1971 Svenska mästerskapen tillsammans med Sölvesborgs BTK. Vilan ställde upp med 70 funktionärer till turneringen.
Fem år senare arrangerade Vilan Swedish Open Championships (SOC). För första gången i turneringens historia tog en idrottsförening hand om det ekonomiska ansvaret – och tjänade pengar på det. I Riksidrottsförbundets tidning Svensk idrott korades Vilan till 1976 års främsta idrottsarrangör, ett pris som röstades fram av de svenska sportjournalisterna.
1979 arrangerade Vilan Europa Top 12 och lyckades genomföra arrangemanget trots en fruktansvärd snöstorm.